# یواس‌اس هرشاف شماره ۳۰۹ (اس‌پی-۱۲۱۸)
یواس‌اس هرشاف شماره ۳۰۹ (اس‌پی-۱۲۱۸) (به انگلیسی: USS Herreshoff No. 309 (SP-1218)) یک کشتی بود که طول آن ۸۰ فوت (۲۴ متر) بود. این کشتی در سال ۱۹۱۷ ساخته شد.